# Fritillaria epirotica
Fritillaria epirotica là một loài thực vật có hoa trong họ Liliaceae. Loài này được Turrill ex Rix miêu tả khoa học đầu tiên năm 1975.